# 新房彝族苗族乡
新房彝族苗族乡是中华人民共和国贵州省毕节市纳雍县下辖的一个民族乡。

## 行政区划
新房彝族苗族乡下辖以下村级行政区划单位：
后寨村、阿聋科村、长沟村、大河坝村、得勒科村、法克村、河边村、河姆楷村、河头上村、荒坝村、黄家屯村、卢家营村、木沟寨村、平垌村、滥坝村、三岔河村、石板寨村、通作楷村、通作寨村、瓦厂村、乌沙寨村、新房村、以角村、营上村和纸厂村。